# Konstytucja i Konwencja Międzynarodowego Związku Telekomunikacyjnego
Konstytucja i Konwencja ITU (ang. The Constitution and Convention of the International Telecommunication Union) jest umową międzynarodową podpisaną i ratyfikowaną przez niemal wszystkie państwa świata.
Preambuła Konstytucji ITU ma następującą treść:
Uznając w pełni suwerenne prawa każdego Państwa do regulowania swej telekomunikacji i mając na uwadze wzrastające znaczenie telekomunikacji dla zachowania pokoju oraz dla społecznego i gospodarczego rozwoju wszystkich Państw, Państwa strony niniejszej Konstytucji, podstawowego dokumentu Międzynarodowego Związku Telekomunikacyjnego i Konwencji Międzynarodowego Związku Telekomunikacyjnego (określanej poniżej jako Konwencja), która ją uzupełnia, w celu ułatwienia pokojowych stosunków, międzynarodowej współpracy między narodami, jak również rozwoju gospodarczego oraz społecznego poprzez prawidłowe funkcjonowanie telekomunikacji uzgodniły, co następuje: (po czym następuje właściwa treść Konstytucji)
Art. 4 Konstytucji ITU określa Dokumenty Związku, którymi są:
- Konstytucja ITU
- Konwencja ITU
- Regulaminy Administracyjne ITU.

Oznacza to, że dodatkowym uzupełnieniem Konstytucji i Konwencji ITU są dwa Regulaminy Administracyjne ITU:
- Międzynarodowy Regulamin Telekomunikacyjny (ITR)
- Regulamin Radiokomunikacyjny (RR).

Konstytucję i Konwencję spisano w językach angielskim, arabskim, chińskim, francuskim, hiszpańskim i rosyjskim. W razie wątpliwości miarodajny jest francuski (art. 58 Konwencji). Depozytariuszem jest Sekretarz generalny ONZ (art. 53). Obowiązują od 1 lipca 1994 r.